# Fin.K.L
Fin.K.L (hangul: 핑클) var en sydkoreansk tjejgrupp bildad 1998 av DSP Media som var aktiv till 2002.
Gruppen bestod av de fyra medlemmarna Hyori, Joohyun, Lee Jin och Yuri.

## Medlemmar
| Födelsenamn  | Födelsenamn | Födelsedatum |
| Romanisering | Hangul      | Födelsedatum |
| ------------ | ----------- | ------------ |
| Lee Hyo-ri   | 이효리      | 10 maj 1979  |
| Ock Joo-hyun | 옥주현      | 20 mars 1980 |
| Lee Jin      | 이진        | 21 mars 1980 |
| Sung Yu-ri   | 성유리      | 3 mars 1981  |

## Diskografi

### Album
| Albuminformation                                             | Topplacering          |
| Albuminformation                                             | Sydkorea (Gaon Chart) |
| ------------------------------------------------------------ | --------------------- |
| Blue Rain (Studioalbum) - Släppt: 26 maj 1998                | 1                     |
| White (Studioalbum) - Släppt: 13 maj 1999                    | 1                     |
| S.P.E.C.I.A.L (Studioalbum) - Släppt: 26 november 1999       | 1                     |
| Now (Studioalbum) - Släppt: 6 oktober 2000                   | 1                     |
| Melodies & Memories (Studioalbum) - Släppt: 13 april 2001    | 1                     |
| Eternity (Studioalbum) - Släppt: 8 mars 2002                 | 1                     |
| Fine Killing Liberty (Singelalbum) - Släppt: 26 oktober 2005 | —                     |